# Eric Aimé Niat
Eric Aimé Niat, né le 9 décembre 1973 à Buéa (Cameroun), est un homme politique camerounais. Il est marié et père de deux enfants. Depuis mai 2019 il est maire de commune de Bangangté (région de l’Ouest-Cameroun).
Il s’exprime parfaitement en français et en anglais, les deux langues officielles du Cameroun.

## Formation
Eric Aimé Niat obtient un Bachelor of Arts and Science en Sciences Politiques en 2001 de l’Université du Massachusetts de Boston. Cette même année, il est admis comme stagiaire à la Représentation Permanente du Cameroun aux Nations unies à New York, où il côtoie le Secrétaire général de l’ONU et Prix Nobel de la paix, Koffi Annan. En 2013, il décide de s’investir sur le terrain du social, de l’humanitaire et du politique.

## Parcours professionnel
Il occupe la fonction de Responsable du projet intranet Schlumberger de 2004 à 2006.
De 2006 à 2008, il est responsable commercial.
Depuis 2014, il est directeur général de SIAP KAFENG, un complexe agro-pastoral et halieutique qu dans l’Arrondissement de Bangangté[incompréhensible].
En 2017, il crée l'agence de communication Black Platinium basée à Douala et en devient le directeur général associé chargé des Finances et de l’administration.
Eric Niat est membre et conseiller de l'association Active Space.

## Parcours politique
4e adjoint au maire (de 2013 à 2019) puis 3e adjoint au maire (2019 à 2020).
En 2020, il est réélu conseiller municipal.
Le 19 mai 2021, il est élu Maire.
Il prête serment le 3 juin 2021 au Tribunal de première instance de la ville de Bangangté.
Candidat au poste de Président de Section du RDPC Ndé-Nord qui s’est tenu au mois de septembre 2021, il renonce finalement à participer aux élections.

## Engagements
Porte-parole et membre de la Fondation NIAT, il est aussi engagé depuis plusieurs années dans le soutien scolaire aux enfants défavorisés.
Premier vice-président de la Fédération Camerounaise de Basket-ball, il participe activement à l’organisation de la première édition de l’Afrobasket Dames 2015 au Cameroun.
Sur le plan culturel, Eric Aimé Niat est Vice-président du Kùm ntsi’ Medumba, une association culturelle fondée en 1995 qui rassemble tous les fils et filles des 14 groupements du département du Ndé ayant en commun le Medùmbà.

## Distinctions
Chevalier de l'Ordre du Mérite camerounais.